# Casertana Football Club 2023-2024
Questa voce raccoglie le informazioni riguardanti la Casertana Football Club nelle competizioni ufficiali della stagione 2023-2024.

## Divise e sponsor
Il fornitore tecnico per la stagione 2023-2024 è Adidas.
| Casa | Trasferta | 1ª portiere | 2ª portiere |

## Organigramma societario
Area direttiva
- Presidente: Giuseppe D'Agostino
- Amministratore unico: Lidia Lonardo
- Direttore Generale: Vittorio Cozzella
- Segretario Generale: Vincenzo Perrotti

Area tecnica
- Direttore sportivo: Alessandro Degli Esposti
- Allenatore: Vincenzo Cangelosi
- Allenatore in seconda: Babú, poi Dario Golesano
- Preparatore atletico: Angelo Giobbio
- Preparatore dei portieri: Domenico Botticella
- Team manager: Pietro Valori

Area comunicazione
- Responsabile Marketing: Massimo Vecchione
- Responsabile Comunicazione: Giuseppe Frondella

Area sanitaria
- Responsabile: Dott.Vincenzo Mastroianni
- Fisioterapista: Nicola Santoro

## Rosa
| N. |                   | Ruolo | Calciatore                  |
| -- | ----------------- | ----- | --------------------------- |
| 1  | Italia (bandiera) | P     | Davide Marfella             |
| 3  | Italia (bandiera) | D     | Alessandro Fabbri           |
| 4  | Italia (bandiera) | D     | Daniele Celiento (capitano) |
| 5  | Italia (bandiera) | C     | Marco Toscano               |
| 6  | Italia (bandiera) | D     | Marco Soprano               |
| 7  | Italia (bandiera) | A     | Mirko Carretta              |
| 8  | Italia (bandiera) | C     | Filippo Damian              |
| 10 | Italia (bandiera) | C     | Alessio Curcio              |
| 11 | Italia (bandiera) | A     | Camillo Tavernelli          |
| 12 | Italia (bandiera) | P     | Enrico Trematerra           |
| 13 | Italia (bandiera) | D     | Loris Bacchetti             |
| 16 | Italia (bandiera) | C     | Mattia Matese               |
| 17 | Italia (bandiera) | A     | Umberto Galletta            |
| 18 | Italia (bandiera) | C     | Francesco Deli              |
| 19 | Italia (bandiera) | D     | Giacomo Sciacca             |
| 21 | Italia (bandiera) | A     | Giacomo Casoli              |
| 22 | Italia (bandiera) | P     | Giacomo Venturi             |
| 23 | Italia (bandiera) | C     | Mario Del Prete             |

| N. |                   | Ruolo | Calciatore             |
| -- | ----------------- | ----- | ---------------------- |
| 24 | Italia (bandiera) | D     | Stefano Paglino        |
| 25 | Italia (bandiera) | A     | Leonardo Taurino       |
| 26 | Italia (bandiera) | D     | Luca Calapai           |
| 27 | Italia (bandiera) | A     | Gianluca Turchetta     |
| 31 | Italia (bandiera) | A     | Pietro Rovaglia        |
| 32 | Italia (bandiera) | A     | Adriano Montalto       |
| 33 | Italia (bandiera) | D     | Armando Anastasio      |
| 34 | Italia (bandiera) | D     | Pasquale Gigliofiorito |
| 37 | Italia (bandiera) | D     | Cristopher De Falco    |
| 38 | Italia (bandiera) | D     | Antonio Lusciano       |
| 43 | Italia (bandiera) | A     | Giuseppe Di Nuzzo      |
| 44 | Italia (bandiera) | A     | Vincenzo Monaco        |
| 46 | Italia (bandiera) | A     | Ciro Rispoli           |
| 47 | Italia (bandiera) | D     | Christian Savastano    |
| 66 | Italia (bandiera) | D     | Andrea Cadili          |
| 80 | Italia (bandiera) | C     | Mattia Proietti        |
| 98 | Italia (bandiera) | D     | Manuel Nicoletti       |
|    | Italia (bandiera) | D     | Ramzi Aya              |

## Calciomercato

### Sessione estiva(dall'1/7 all'8/9)
| Acquisti | Acquisti           | Acquisti      | Acquisti      |
| R.       | Nome               | da            | Modalità      |
| -------- | ------------------ | ------------- | ------------- |
| P        | Davide Marfella    | Napoli        | svincolato    |
| P        | Giacomo Venturi    | Reggiana      | svincolato    |
| D        | Armando Anastasio  | Monza         | prestito      |
| D        | Ramzi Aya          | Avellino      | prestito      |
| D        | Andrea Cadili      | Lamezia Terme | svincolato    |
| D        | Luca Calapai       |               | svincolato    |
| D        | Daniele Celiento   | Bari          | prestito      |
| D        | Matteo Darini      | Lavello       | fine prestito |
| D        | Alessandro Fabbri  | Trento        | definitivo    |
| D        | Iacopo Giaquinto   | Isernia       | fine prestito |
| D        | Stefano Paglino    | Novara        | svincolato    |
| D        | Giacomo Sciacca    | Taranto       | svincolato    |
| C        | Filippo Damian     | Ternana       | svincolato    |
| C        | Mattia Proietti    | Ternana       | definitivo    |
| C        | Marco Toscano      | Gubbio        | svincolato    |
| A        | Mirko Carretta     | Südtirol      | svincolato    |
| A        | Alessio Curcio     | Catanzaro     | prestito      |
| A        | Adriano Montalto   | Reggiana      | definitivo    |
| A        | Camillo Tavernelli | Cittadella    | svincolato    |

| Cessioni | Cessioni           | Cessioni        | Cessioni      |
| R.       | Nome               | a               | Modalità      |
| -------- | ------------------ | --------------- | ------------- |
| P        | Antonio Prisco     |                 | svincolato    |
| P        | Salvatore Romano   | Agropoli        | svincolato    |
| P        | Carmine Viola      | Real Casalnuovo | prestito      |
| D        | Christian Cugnata  | Spezia          | definitivo    |
| D        | Matteo Darini      | Messina         | svincolato    |
| D        | Vincenzo Galletta  | Afragolese      | fine prestito |
| D        | Angelo Giaquinto   |                 | svincolato    |
| D        | Sergio Sabatino    | Trapani         | svincolato    |
| D        | Francesco Sena     | Benevento       | fine prestito |
| C        | Antonio Atteo      | Castrovillari   | svincolato    |
| C        | Stefano Manzo      | Gelbison        | svincolato    |
| C        | Salvatore Tringali | S.N. Notaresco  | svincolato    |
| C        | Raffaele Vacca     | Siracusa        | svincolato    |
| A        | Mauro Bollino      | Trapani         | svincolato    |
| A        | Nicola Ferrari     | San Marzano     | svincolato    |
| A        | Angelo Guida       | Turris          | svincolato    |
| A        | Lorenzo Liurni     | Nocerina        | svincolato    |

### Sessione invernale(dal 2/1 al 31/1)
| Acquisti | Acquisti         | Acquisti    | Acquisti      |
| R.       | Nome             | da          | Modalità      |
| -------- | ---------------- | ----------- | ------------- |
| D        | Loris Bacchetti  | Feralpisalò | definitivo    |
| D        | Manuel Nicoletti | Crotone     | prestito      |
| C        | Francesco Deli   | Catania     | definitivo    |
| C        | Mario Del Prete  | Campobasso  | fine prestito |
| A        | Piero Rovaglia   | Ternana     | prestito      |

| Cessioni | Cessioni        | Cessioni   | Cessioni      |
| R.       | Nome            | a          | Modalità      |
| -------- | --------------- | ---------- | ------------- |
| D        | Andrea Cadili   | AZ Picerno | definitivo    |
| C        | Mario Del Prete | Barletta   | fine prestito |

## Risultati

### Serie C

#### Girone di andata
| Arbitro: | Cherchi (Carbonia) |

|           |           |             |
| Curcio 9’ | Marcatori | 61’ Starita |

| Arbitro: | Rinaldi (Bassano del Grappa) |

|                      |           |            |
| Anastasio 66’ (aut.) | Marcatori | 77’ Damian |

| Caserta 17 settembre 2023, ore 20:45 CEST 3ª giornata | Casertana      | 0 – 0 referto | Benevento | Stadio Alberto Pinto (5 780 spett.)\| Arbitro: \| Caldera (Como) \| |
| Arbitro:                                              | Caldera (Como) |               |           |                                                                     |

| Arbitro: | Pezzopane (L'Aquila) |

|                    |           |              |
| Fabrizi 29’ (rig.) | Marcatori | 45+1’ Curcio |

| Arbitro: | Renzi (Pesaro) |

|              |           |            |
| Caturano 77’ | Marcatori | 21’ Curcio |

| Arbitro: | Crezzini (Siena) |

|  |           |                                     |
|  | Marcatori | 7’, 56’ Chiricò 25’, 46’ Di Carmine |

| Arbitro: | Gasperotti (Rovereto) |

|  |           |            |
|  | Marcatori | 25’ Curcio |

| Arbitro: | Perri (Roma 1) |

|  |           |                        |
|  | Marcatori | 12’ Sgarbi 70’ Marconi |

| Arbitro: | Giaccaglia (Jesi) |

|            |           |                                                              |
| Bunino 69’ | Marcatori | 22’ Tavernelli 28’ Montalto 44’ (rig.) Carretta 64’ Proietti |

| Arbitro: | Scatena (Avezzano) |

|                         |           |            |
| Toscano 45’ Calapai 67’ | Marcatori | 49’ Belich |

| Arbitro: | Virgilio (Trapani) |

|                        |           |                                                        |
| Rizzo 81’ D'Andrea 87’ | Marcatori | 2’ Tavernelli 23’ Anastasio 83’ Soprano 90+3’ Montalto |

| Arbitro: | Scarpa (Collegno) |

|              |           |  |
| Montalto 18’ | Marcatori |  |

| Arbitro: | Lovison (Padova) |

|                    |           |                              |
| Polidori 6’, 45+1’ | Marcatori | 20’, 43’ Curcio 65’ Montalto |

| Arbitro: | Frascaro (Firenze) |

|              |           |                  |
| Montalto 17’ | Marcatori | 68’ (rig.) Gomez |

| Arbitro: | Emmanuele (Pisa) |

|  |           |                |
|  | Marcatori | 17’ Tavernelli |

| Arbitro: | Bordin (Bassano del Grappa) |

|                         |           |               |
| Montalto 26’ Curcio 38’ | Marcatori | 88’ Schenetti |

| Picerno 8 dicembre 2023, ore 17:00 CET 17ª giornata | AZ Picerno        | 0 – 0 referto | Casertana | Stadio Donato Curcio (871 spett.)\| Arbitro: \| Turrini (Firenze) \| |
| Arbitro:                                            | Turrini (Firenze) |               |           |                                                                      |

| Arbitro: | Ancora (Roma 1) |

|                                       |           |             |
| Tavernelli 2’ Curcio 51’ Montalto 89’ | Marcatori | 74’ De Sena |

| Arbitro: | Ubaldi (Roma 1) |

|             |           |           |
| Ravasio 47’ | Marcatori | 9’ Damian |

#### Girone di ritorno
| Arbitro: | Sfira (Pordenone) |

|               |           |                       |
| Cristallo 67’ | Marcatori | 64’ Casoli 83’ Curcio |

| Arbitro: | Andreano (Prato) |

|  |           |                   |
|  | Marcatori | 20’, 59’ Emmausso |

| Arbitro: | Bordin (Bassano del Grappa) |

|           |           |  |
| Berra 81’ | Marcatori |  |

| Arbitro: | Vogliacco (Bari) |

|               |           |              |
| Anastasio 25’ | Marcatori | 78’ Ercolano |

| Caserta 3 febbraio 2024, ore 20:45 CET 24ª giornata | Casertana          | 0 – 0 referto | Potenza | Stadio Alberto Pinto (2 500 spett.)\| Arbitro: \| D'Eusanio (Faenza) \| |
| Arbitro:                                            | D'Eusanio (Faenza) |               |         |                                                                         |

| Catania 11 febbraio 2024, ore 16:15 CET 25ª giornata | Catania            | 0 – 0 referto | Casertana | Stadio Angelo Massimino (15 843 spett.)\| Arbitro: \| Scatena (Avezzano) \| |
| Arbitro:                                             | Scatena (Avezzano) |               |           |                                                                             |

| Arbitro: | Catanoso (Reggio Calabria) |

|                                                       |           |                               |
| Carretta 31’ (rig.), 76’ Bacchetti 63’ Rovaglia 90+1’ | Marcatori | 3’ Piroli 15’ Mbende 90’ Vano |

| Arbitro: | Nicolini (Brescia) |

|                           |           |                   |
| Patierno 2’ D'Ausilio 15’ | Marcatori | 22’ (rig.) Curcio |

| Arbitro: | Andeng Tona Mbei (Cuneo) |

|                               |           |              |
| Tavernelli 44’ Rovaglia 90+3’ | Marcatori | 86’ Petrucci |

| Arbitro: | Galipò (Firenze) |

|                       |           |  |
| Candellone 81’ (rig.) | Marcatori |  |

| Arbitro: | Mastrodomenico (Matera) |

|                     |           |              |
| Montalto 75’ (rig.) | Marcatori | 88’ Visentin |

| Arbitro: | Virgilio (Trapani) |

|              |           |  |
| Contessa 34’ | Marcatori |  |

| Arbitro: | Maccarini (Arezzo) |

|                         |           |  |
| Montalto 18’ Curcio 60’ | Marcatori |  |

| Crotone 25 marzo 2024, ore 20:30 CET 33ª giornata | Crotone          | 0 – 0 referto | Casertana | Stadio Ezio Scida (4 033 spett.)\| Arbitro: \| Mucera (Palermo) \| |
| Arbitro:                                          | Mucera (Palermo) |               |           |                                                                    |

| Arbitro: | Giaccaglia (Jesi) |

|            |           |  |
| Curcio 10’ | Marcatori |  |

| Arbitro: | Scatena (Avezzano) |

|  |           |                         |
|  | Marcatori | 78’ Montalto 83’ Curcio |

| Arbitro: | De Angeli (Milano) |

|                                  |           |            |
| Curcio 45+1’ Montalto 81’ (rig.) | Marcatori | 58’ Murano |

| Arbitro: | Calzavara (Varese) |

|              |           |            |
| Ciuferri 61’ | Marcatori | 13’ Curcio |

| Arbitro: | Pezzopane (L'Aquila) |

|                                                          |           |                              |
| Deli 11’, 38’ Montalto 29’ Tavernelli 66’ Carretta 90+1’ | Marcatori | 9’ De Francesco 57’ Riccardi |

### Play-off

#### Spareggi
| Caserta 11 maggio 2024, ore 20:30 CEST Secondo turno | Casertana        | 0 – 0 referto | Audace Cerignola | Stadio Alberto Pinto (4 500 spett.)\| Arbitro: \| Emmanuele (Pisa) \| |
| Arbitro:                                             | Emmanuele (Pisa) |               |                  |                                                                       |

#### Fase Nazionale
| Arbitro: | Frascaro (Firenze) |

|  |           |              |
|  | Marcatori | 90+2’ Curcio |

| Arbitro: | Zanotti (Rimini) |

|               |           |                                  |
| Paglino 90+2’ | Marcatori | 18’ Sekulov 48’ Cerri 68’ Guerra |

### Coppa Italia Serie C
| Arbitro: | Restaldo (Ivrea) |

|              |           |  |
| Serbouti 62’ | Marcatori |  |

## Statistiche

### Statistiche di squadra
| Competizione         | Punti | In casa | In casa | In casa | In casa | In casa | In casa | In trasferta | In trasferta | In trasferta | In trasferta | In trasferta | In trasferta | Totale | Totale | Totale | Totale | Totale | Totale | DR  |
| Competizione         | Punti | G       | V       | N       | P       | Gf      | Gs      | G            | V            | N            | P            | Gf           | Gs           | G      | V      | N      | P      | Gf     | Gs     | DR  |
| -------------------- | ----- | ------- | ------- | ------- | ------- | ------- | ------- | ------------ | ------------ | ------------ | ------------ | ------------ | ------------ | ------ | ------ | ------ | ------ | ------ | ------ | --- |
| Serie C              | 62    | 18      | 9       | 6       | 3       | 23      | 20      | 19           | 7            | 8            | 4            | 23           | 16           | 37     | 16     | 14     | 7      | 46     | 36     | +10 |
| Coppa Italia Serie C | -     | 0       | 0       | 0       | 0       | 0       | 0       | 1            | 0            | 0            | 1            | 0            | 1            | 1      | 0      | 0      | 1      | 0      | 1      | -1  |
| Totale               | 62    | 18      | 9       | 6       | 3       | 23      | 20      | 20           | 7            | 8            | 5            | 23           | 17           | 38     | 12     | 11     | 7      | 46     | 37     | +9  |

### Andamento in campionato
| Giornata  | 1  | 2  | 3  | 4  | 5  | 6  | 7  | 8  | 9  | 10 | 11 | 12 | 13 | 14 | 15 | 16 | 17 | 18 | 19 | 20 | 21 | 22 | 23 | 24 | 25 | 26 | 27 | 28 | 29 | 30 | 31 | 32 | 33 | 34 | 35 | 36 | 37 | 38 |
| --------- | -- | -- | -- | -- | -- | -- | -- | -- | -- | -- | -- | -- | -- | -- | -- | -- | -- | -- | -- | -- | -- | -- | -- | -- | -- | -- | -- | -- | -- | -- | -- | -- | -- | -- | -- | -- | -- | -- |
| Luogo     | C  | T  | C  | T  | T  | C  | T  | C  | T  | C  | T  | C  | T  | C  | T  | C  | T  | C  | T  | T  | C  | T  | C  | C  | T  | C  | T  | C  | T  | C  | T  | C  | T  | C  | T  | C  | T  | C  |
| Risultato | N  | N  | N  | N  | N  | P  | V  | P  | V  | V  | V  | V  | V  | N  | V  | V  | N  | V  | N  | V  | P  | P  | N  | N  | N  | V  | P  | V  | P  | N  | P  | V  | N  | V  | V  | V  | N  | V  |
| Posizione | 12 | 15 | 13 | 11 | 14 | 16 | 14 | 16 | 12 | 11 | 7  | 6  | 5  | 5  | 4  | 3  | 3  | 3  | 2  | 2  | 5  | 6  | 6  | 7  | 7  | 6  | 6  | 6  | 6  | 6  | 6  | 5  | 6  | 4  | 4  | 4  | 4  | 4  |

Legenda:

Luogo: C = Casa; T = Trasferta. Risultato: V = Vittoria; N = Pareggio; P = Sconfitta.

## Giovanili

### Organigramma
- Responsabile Settore Giovanile: Valter Giobbio

Primavera
- Allenatore: Francesco Massaro

#### Giovanili
Under 17
- Allenatore: Mariano Stendardo

Under 15
- Allenatore: Dario Canelli

### Piazzamenti

#### Primavera
- Campionato: 9º posto

#### Under-17
- Campionato: 10º posto

#### Under-15
- Campionato: 10º posto